# هرین د کامپس
هرین د کامپس (به اسپانیایی: Herrín de Campos) یک شهرستان در اسپانیا است که در استان وایادولید واقع شده‌است.